# Bass Communion I
I (или Bass Communion I) — первый студийный альбом Bass Communion, проекта музыканта и продюсера Стивена Уилсона, выпущенный в 1998 году. Альбом был переиздан в декабре 2001 на лейбле Hidden Art.
Основа обеих частей «Drugged» из этого альбома и «Drugged 3» из Bass Communion II была использована в заглавном треке альбома Together We're Stranger группы No-Man. Уилсон является основным музыкальным композитором в обоих проектах.

## Список композиций
| №  | Название      | Длительность |
| -- | ------------- | ------------ |
| 1. | «Shopping»    | 1:24         |
| 2. | «Drugged»     | 13:35        |
| 3. | «Sleep Etc.»  | 13:29        |
| 4. | «Orphan Coal» | 10:16        |
| 5. | «Drugged 2»   | 24:54        |

## Участники записи

### Bass Communion
- Стивен Уилсон — инструменты, лирика

### Приглашённые участники
- Тео Трэвис — саксофон-сопрано в «Drugged»
- Роберт Фрипп — саундскейпы в «Drugged 2»
- Карл Гловер — графический дизайн и фотография

## История релиза
| Страна         | Дата         | Лейбл      | Формат          | Каталог     |
| -------------- | ------------ | ---------- | --------------- | ----------- |
| Великобритания | Апрель 1998  | 3rd Stone  | CD              | STONE 036CD |
| Великобритания | Декабрь 2001 | Hidden Art | CD, переиздание | HI-ART 9    |